# 가미지촌
가미지촌(일본어: 神路村)은 일본 오사카부 히가시나리군에 설치되었던 촌이다. 현재의 오사카시 히가시나리구의 일부에 해당한다.

## 이력
- 1889년 4월 1일 - 정촌제 시행에 따라 히가시나리군 미나미신카이노쇼촌(南新開荘村)이 발족.
- 1916년 1월 1일 - 가미지촌(神路村)으로 개칭.
- 1925년 4월 1일 - 오사카시에 편입되어, 히가시나리구의 일부가 됨.

## 교통

### 철도
현재 구촌 지역에는 오사카 메트로 주오선 후카에바시역, 센니치마에선 이마사토역, 신후카에역이 있지만 당시에는 미개통 상태였다. 

### 도로
현재는 한신고속 13호선 히가시오사카선이 구촌 지역을 통과하지만 당시에는 미개통 상태였다. 

## 참고문헌
- 角川日本地名大辞典 27 大阪府